# Heinrich Aerne
Heinrich Aerne, auch Heinrich Aerni (* 24. Februar 1926 in Alt St. Johann; † 3. Juni 2013 in Herisau; heimatberechtigt in Oberhelfenschwil), war ein Künstler der Art brut/Outsider Art.

## Leben und Werk
Heinrich Aerne kam mit einer Behinderung auf die Welt und lernte nie lesen und schreiben. Mit 16 Jahren wurde er in das Gründerhaus der Stiftung Waldheim in Rehetobel eingewiesen, wo Menschen mit geistiger, körperlicher und psychischer Beeinträchtigung betreut wurden. 1975 erfolgte der Umzug in das neu eröffnete Haus Eben-Ezer in Teufen AR. Hier wurde Aerne auch für Betreuungsdienste eingesetzt. Eine Heimbetreuerin animierte ihn zum Zeichnen, um sich während der Nachtwachen beschäftigen zu können. Ab 1989 widmete sich Aerne vorwiegend dem Zeichnen, wobei auch Aquarelle entstanden. Seine Werke zeichnete er mit «Heinrich» oder «Heinrih». 1991 kam Aerne ins Altersheim Alpstein in Teufen.
Das Museum im Lagerhaus in St. Gallen besitzt dank der 2014 erworbenen Sammlung von Mina und Josef John einen bedeutenden Werkbestand von Aerne.

## Ausstellungen
- 1997 Art Brut. Unbekannte Bekannte, Ferfanes Works of Art, Zürich (Gruppenausstellung)
- 2015 Die Sammlung Mina und Josef John, Museum im Lagerhaus, St. Gallen (Gruppenausstellung)